# Сару Бату Савджи-бей
Сару Бату́ Савджи-бей или Сару-Бату (тур. Saru Batu Savcı Bey) — сын Эртогрула и старший брат основателя османского государства Османа I.
У некоторых историков Сару-Бату и Савджи-бей означают два разных человека, в результате возникает путаница с именами. Некоторые историки объединяют эти имена, а другие нет. 
Считается, что в правление отца он занимал руководящую должность в племени кайи, которым оставался до смерти отца. Сара Бату Савджи-бей был участником «битвы при Доманиче» (1286/1287), во время которой он был убит.
Был женат на Авне Хатун, которую называли Кутлу Мелек («Благословенный ангел»), у них было два сына Уял-коджа и Сулейман-бей.